# Sierra de Campanué
La sierra de Campanué o de Santa Liestra es una sierra de Aragón (España) que separa las comarcas de la Ribagorza y el Sobrarbe durante aproximadamente 20 km, en sentido sudoeste nordeste, desde el término municipal de Secastilla al sur hasta el de Foradada del Toscar al norte. Aproximadamente, la mitad meridional de la sierra (la que queda al sur de la línea imaginaria que uniría Troncedo y el despoblado de Caballera) recibe el nombre de Sierra de Turón o de Torón.
Hidrográficamente, la bajante oriental drena hacia el río Esera y la bajante occidental hacia el río Cinca a través de diferentes barrancos y riachuelos que afluyen (Lanata, Usía y Formigales, y barranco del Salinar). Separa la subcomarca sobrarbense de La Fueva del valle del Ésera, y en su punto más septentrional se junta con la Sierra Ferrera en un punto de altitud más rebajada, con el nombre de collado o puerto de Foradada.